# Eleição municipal de Macapá em 2008
A eleição municipal da cidade brasileira de Macapá ocorreu no dia 5 de Outubro de 2008 para a escolha do prefeito, o vice-prefeito e 16 vereadores para mandatos de quatro anos. O atual prefeito é João Henrique Pimentel (PT) e seu mandato se encerrará em 31 de dezembro de 2008, não podendo ser reeleito já que se elegeu duas vezes, em 2000 e 2004. Entre os candidatos a prefeito houve, mais uma vez, polarização entre os dois principais partidos do estado, PDT e PSB. Como nenhum dos candidatos conseguiu a maioria absoluta dos votos um segundo turno foi realizado em 26 de Outubro, sendo esta a primeira eleição municipal decidida no segundo turno em Macapá. Roberto Góes sagrou-se vitorioso neste pleito. Com a vitória, o PDT passa a controlar o Estado e sua capital.

## Antecedentes
Na eleição municipal de 2004, João Hernrique, do PT, derrotou os outros candidatos com 41,5% dos votos (65.425 votos válidos). Os outros dois candidatos mais bem votados foram Janete Capiberibe do PSB (com 29,01% dos votos) e Bala do PDT João Henrique foi reeleito em 2004, tendo vencido seu primeiro mandato como prefeito de Macapá em 2000.
João Henrique Pimentel, nascido em Macapá é filiado ao Partido da República (PR), é engenheiro e politico brasileiro durante oito anos (2001 a 2008)
Sebastião Bala Ferreira da Rocha além de politico, é um médico ginecologista brasileiro. Foi deputado federal pelo Amapá, nos seguintes períodos: 1º de fevereiro de 2007 até 31 de janeiro de 2015 (dois mandatos consecutivos), 1º de fevereiro de 1995 até31 de janeiro de 2003 e 1991 a 1995.

## Candidatos
|  | Nº | Candidato(a) a prefeito | Candidato(a) a prefeito                               | Candidato(a) a vice-prefeito | Candidato(a) a vice-prefeito                                 | Coligação | Tempo de horário eleitoral |
|  | -- | ----------------------- | ----------------------------------------------------- | ---------------------------- | ------------------------------------------------------------ | --- | -------------------------- |
|  | 12 |                         | Roberto Góes (PDT) Roberto Góes                       |                              | Helena Guerra (DEM) Maria Helena Barbosa Guerra              | Nosso Forte é Macapá - Partido Democrático Trabalhista (PDT) - Democratas (DEM) - Partido da Social Democracia Brasileira (PSDB) - Partido Trabalhista do Brasil (PTdoB) - Partido Social Liberal (PSL)    | 7 minutos e 58 segundos    |
|  | 13 |                         | Dalva Figueiredo (PT) Maria Dalva de Souza Figueiredo |                              | João Trajano (PR) João de Souza Trajano                      | Juntos por Macapá - Partido dos Trabalhadores (PT) - Partido da República (PR) | 5 minutos e 57 segundos    |
|  | 14 |                         | Lucas Barreto (PTB) Luiz Cantuária Barreto            |                              | Jurema Nascimento (PTB) Jurema Ierecê Nascimento Costa       | Sem coligação - Partido Trabalhista Brasileiro (PTB) | 2 minutos e 24 segundos    |
|  | 15 |                         | Fátima Pelaes (PMDB) Fátima Lúcia Pelaes              |                              | Eury Farias (PCdoB) Eury Salles Farias                       | Coragem para mudar - Partido do Movimento Democrático Brasileiro (PMDB) - Partido Comunista do Brasil (PCdoB) - Partido Trabalhista Nacional (PTN)                                                         | 5 minutos e 26 segundos    |
|  | 16 |                         | Frota (PSTU) Joinville Dantas Frota                   |                              | Bruno (PSTU) Bruno Souza Ferreira                            | Sem coligação - Partido Socialista dos Trabalhadores Unificado (PSTU) | 1 minuto e 26 segundos     |
|  | 20 |                         | Moisés Souza (PSC) Moisés Reategui de Souza           |                              | Coronel Abel (PHS) Lindemberg Abel do Nascimento             | Macapá Merece Respeito - Partido Social Cristão (PSC) - Partido Humanista da Solidariedade (PHS) - Partido Social Democrata Cristão (PSDC) - Partido Trabalhista Cristão (PTC) - Partido Progressista (PP) | 2 minutos e 31 segundos    |
|  | 40 |                         | Camilo Capiberibe (PSB) Carlos Camilo Góes Capiberibe |                              | Randolfe Rodrigues (PSOL) Randolph Frederick Rodrigues Alves | Frente pela Mudança - Partido Socialista Brasileiro (PSB) - Partido Socialismo e Liberdade (PSOL) - Partido da Mobilização Nacional (PMN)                                                                  | 2 minutos e 49 segundos    |

Obs: Os partidos PRTB,PV,PPS e PCB formaram a coligação neutra Macapá de Todos Nós.No segundo turno a coligação apoiou Camilo Capiberibe (PSB).

## Pesquisas de intenção de voto

### Primeiro turno
| Data     | Roberto Góes (PDT) | Camilo Capiberibe (PSB) | Fátima Pelaes (PMDB) | Dalva Figueiredo (PT) | Lucas Barreto (PTB) | Moisés Souza (PSC) | Frota (PSTU) |
| -------- | ------------------ | ----------------------- | -------------------- | --------------------- | ------------------- | ------------------ | ------------ |
| 14/08/08 | 28%                | 24%                     | 8%                   | 8%                    | 4%                  | 3%                 | 2%           |
| 16/09/08 | 27%                | 31%                     | 8%                   | 7%                    | 9%                  | 3%                 | 1%           |

### Segundo turno
| Data     | Roberto Góes (PDT) | Camilo Capiberibe (PSB) |
| -------- | ------------------ | ----------------------- |
| 15/10/08 | 37%                | 54%                     |
| 25/10/08 | 50%                | 50%                     |

## Resultados
Com 100% das urnas apuradas, o TSE confirmou o segundo turno entre Camilo Capiberibe e Roberto Góes. No segundo turno, o TSE informou que foi eleito Roberto Goés para prefeito de Macapá.
| 1º Turno 5 de outubro de 2008 | 1º Turno 5 de outubro de 2008 | 1º Turno 5 de outubro de 2008 | 1º Turno 5 de outubro de 2008 |
| Candidato(a)                  | Vice                          | Votação                       | Votação                       |
| Candidato(a)                  | Vice                          | Total                         | Porcentagem                   |
| ----------------------------- | ----------------------------- | ----------------------------- | ----------------------------- |
| Camilo Capiberibe (PSB)       | Randolfe Rodrigues (PSOL)     | 59.864                        | 33,07%                        |
| Roberto Góes (PDT)            | Helena Guerra (DEM)           | 48.020                        | 26,53%                        |
| Lucas Barreto (PTB)           | Jurema Nascimento (PTB)       | 45.595                        | 25,19%                        |
| Dalva Figueiredo (PT)         | João Trajano (PR)             | 9.237                         | 5,10%                         |
| Moisés Souza (PSC)            | Coronel Abel (PHS)            | 8.492                         | 4,69%                         |
| Fátima Pelaes (PMDB)          | Eury Farias (PCdoB)           | 8.429                         | 4,66%                         |
| Frota (PSTU)                  | Bruno (PSTU)                  | 1.388                         | 0,77%                         |
| Total de votos válidos        | Total de votos válidos        | 181.025                       | 100,00%                       |
| Votos apurados                |                               |                               |                               |
| Votos válidos                 | Votos válidos                 | 181.025                       | 95,98%                        |
| Votos em branco               | Votos em branco               | 1.880                         | 1,00%                         |
| Votos nulos                   | Votos nulos                   | 5.696                         | 3,02%                         |
| Total de votos apurados       | Total de votos apurados       | 188.601                       | 100,00%                       |
| Eleitores                     |                               |                               |                               |
| Comparecimento                | Comparecimento                | 188.601                       | 86,02%                        |
| Abstenções                    | Abstenções                    | 30.640                        | 13,98%                        |
| Total de eleitores            | Total de eleitores            | 219.241                       | 100,00%                       |
| Segundo turno                 |                               |                               |                               |

| Roberto Góes (PDT)      | Helena Guerra (DEM)       | 91.558  | 51,66%  |
| Camilo Capiberibe (PSB) | Randolfe Rodrigues (PSOL) | 85.659  | 48,34%  |
| Total de votos válidos  | Total de votos válidos    | 177.217 | 100,00% |
| Votos apurados          |                           |         |         |
| Votos válidos           | Votos válidos             | 177.217 | 97,01%  |
| Votos em branco         | Votos em branco           | 1.513   | 0,83%   |
| Votos nulos             | Votos nulos               | 3.945   | 2,16%   |
| Total de votos apurados | Total de votos apurados   | 182.675 | 100,00% |
| Eleitores               |                           |         |         |
| Comparecimento          | Comparecimento            | 182.675 | 83,32%  |
| Abstenções              | Abstenções                | 36.566  | 16,68%  |
| Total de eleitores      | Total de eleitores        | 219.241 | 100,00% |
| Total de seções: 580    |                           |         |         |
| Eleito(a)               |                           |         |         |

| Partido | Partido | Candidato         | Votos   | Votos (%) |
| ------- | ------- | ----------------- | ------- | --------- |
|         | PSB     | Camilo Capiberibe | 59 864  | 33,07%    |
|         | PDT     | Roberto Góes      | 48 020  | 26,53%    |
|         | PTB     | Lucas Barreto     | 45 595  | 25,19%    |
|         | PT      | Dalva Figueiredo  | 9 237   | 5,1%      |
|         | PSC     | Moisés Souza      | 8 492   | 4,69%     |
|         | PMDB    | Fátima Pelaes     | 8 429   | 4,66%     |
|         | PSTU    | Frota             | 1 388   | 0,77%     |
| Totais  | Totais  | Totais            | 181 025 |           |

| Partido | Partido | Candidato         | Votos   | Votos (%) |
| ------- | ------- | ----------------- | ------- | --------- |
|         | PDT     | Roberto Góes      | 91 558  | 51,66%    |
|         | PSB     | Camilo Capiberibe | 85 659  | 48,34%    |
| Totais  | Totais  | Totais            | 177 217 |           |

## Candidatos a vereadores
| Candidatos                                                                    | Nº    | Partido | Votos | %    |
| ----------------------------------------------------------------------------- | ----- | ------- | ----- | ---- |
| Acácio Favacho                                                                | 15699 | PMDB    | 5.133 | 2,81 |
| Profº Rilton Amanajas                                                         | 45321 | PSDB    | 4.774 | 2,61 |
| Cristina Almeida                                                              | 40789 | PSB     | 4.165 | 2,28 |
| Clécio                                                                        | 50150 | PSOL    | 4.069 | 2,23 |
| Nelson Souza                                                                  | 21122 | PCB     | 3.893 | 2,13 |
| Aldrin                                                                        | 12312 | PDT     | 3.636 | 1,99 |
| Adrianna Ramos                                                                | 22222 | PR      | 3.606 | 1,97 |
| Grilo                                                                         | 43123 | PV      | 3.491 | 1,91 |
| Ruzivan                                                                       | 12112 | PDT     | 3.444 | 1,88 |
| Marcelo Dias                                                                  | 45123 | PSDB    | 3.432 | 1,88 |
| Luizinho                                                                      | 13580 | PT      | 3.372 | 1,84 |
| Gian do Nae                                                                   | 15611 | PMDB    | 3.301 | 1,81 |
| Jaime Perez                                                                   | 25633 | DEM     | 3.139 | 1,72 |
| Charly Johne                                                                  | 11777 | PP      | 2.733 | 1,49 |
| Péricles                                                                      | 22522 | PR      | 2.545 | 1,39 |
| Carlos Murilo                                                                 | 31123 | PHS     | 2.393 | 1,31 |
| Diego Duarte                                                                  | 28125 | PRTB    | 3.338 | 1,83 |
| Maria Góes                                                                    | 12111 | PDT     | 2.678 | 1,46 |
| Saldete                                                                       | 12345 | PDT     | 2.660 | 1,45 |
| Moisés Alcolumbre                                                             | 25123 | DEM     | 2.657 | 1,45 |
| Votos nulos: 2.802 (1,49%) Votos brancos: 2.968 (1,57%) Abstenções30.640(13%) |       |         |       |      |